# 叶蔚林
叶蔚林（1933年—2006年12月5日），男，广东惠阳人，中国作家，曾任湖南省作家协会副主席，海南省作家协会主席。其中篇小说《在没有航标的河流上》被改编为电影《没有航标的河流》。